# Kalarko
Kalarko är ett utdött australiskt språk. Kalarko talades i Väst-Australien och tillhörde de pama-nyunganska språken.